# Amphoe San Kamphaeng

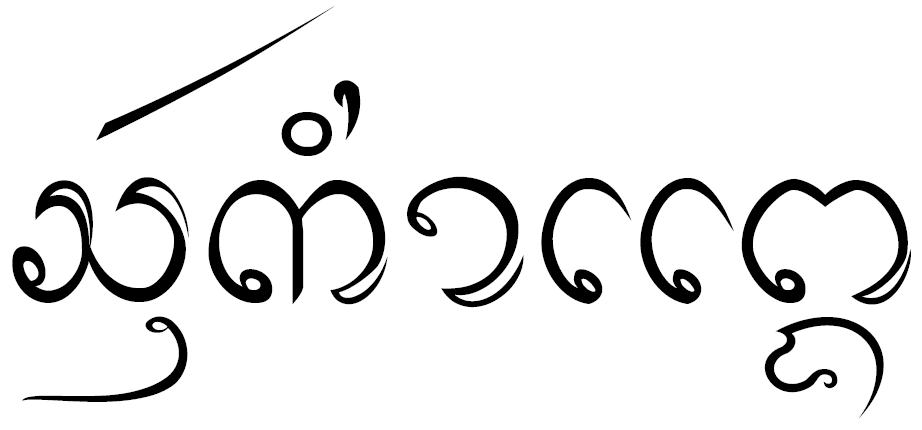
„San Kamphaeng“ in Lan-Na-Schrift

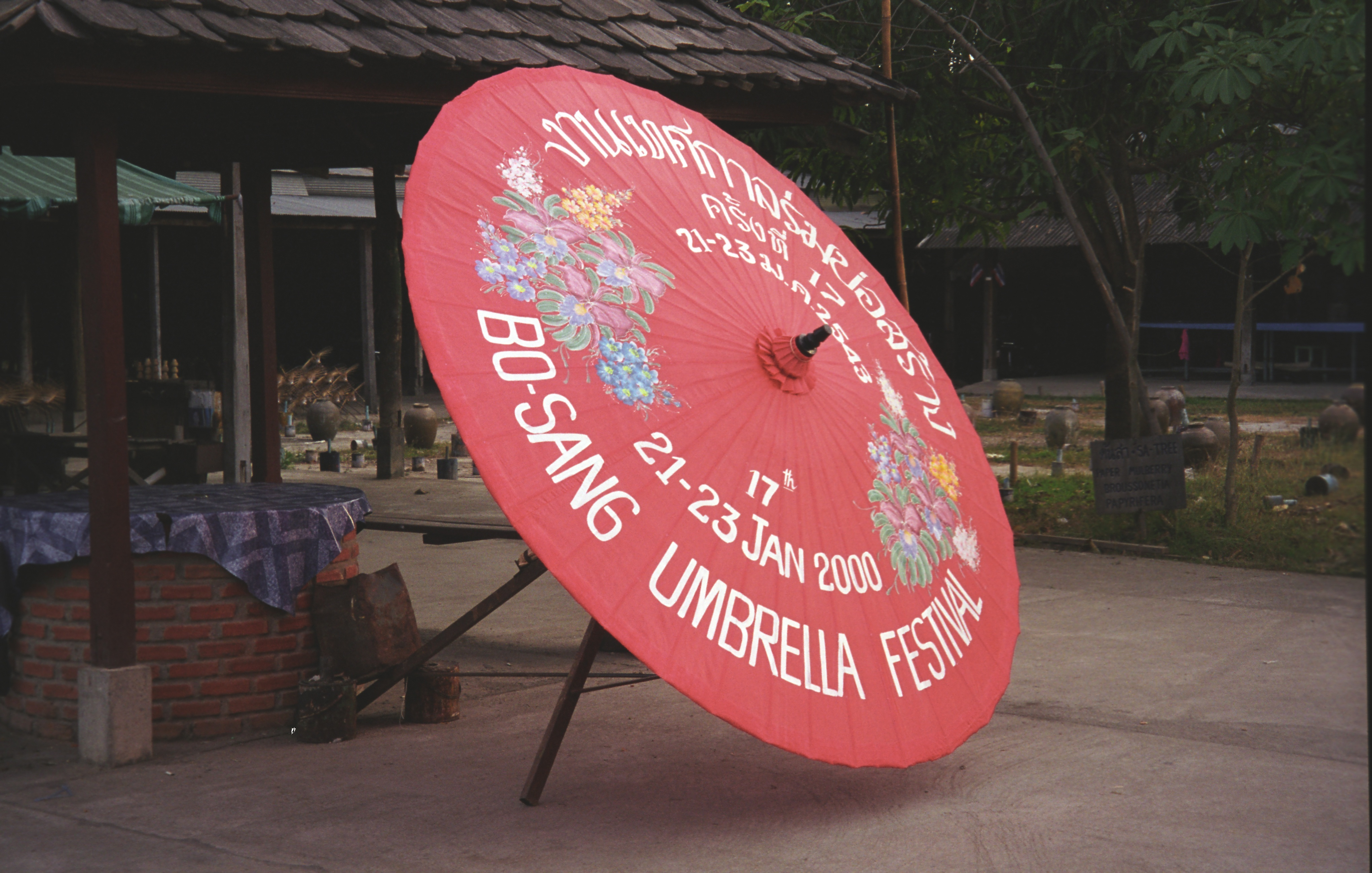
Im Dorf Bo Sang, Tambon Ton Pao, werden farbenfrohe Schirme hergestellt.

Amphoe San Kamphaeng (thailändisch อำเภอ สันกำแพง) ist ein Landkreis (Amphoe – Verwaltungs-Distrikt) der Provinz Chiang Mai. Die Provinz Chiang Mai liegt in der Nordregion von Thailand.

## Geographie
Benachbarte Landkreise (von Westen im Uhrzeigersinn): die Amphoe Saraphi, Mueang Chiang Mai, San Sai, Doi Saket und Mae On der Provinz Chiang Mai, sowie Ban Thi der Provinz Lamphun.

## Geschichte
1902 wurde der Khwaeng Mae Om gegründet. Anfang des 20. Jahrhunderts wurden die Landkreise außerhalb Bangkoks von Khwaeng in Amphoe umbenannt. Seit 1923 existiert der Amphoe San Kamphaeng.

## Verwaltung

### Provinzverwaltung
Der Landkreis San Kamphaeng ist in zehn Tambon („Unterbezirke“ oder „Gemeinden“) eingeteilt, die sich weiter in 100 Muban („Dörfer“) unterteilen.
| Nr. | Name           | Thai     | Muban | Einw.  |
| --- | -------------- | -------- | ----- | ------ |
| 01. | San Kamphaeng  | สันกำแพง  | 14    | 15.545 |
| 02. | Sai Mun        | ทรายมูล   | 07    | 04.081 |
| 03. | Rong Wua Daeng | ร้องวัวแดง | 11    | 05.636 |
| 04. | Buak Khang     | บวกค้าง   | 13    | 07.886 |
| 05. | Chae Chang     | แช่ช้าง    | 10    | 07.704 |
| 06. | On Tai         | ออนใต้    | 11    | 05.303 |
| 10. | Mae Pu Kha     | แม่ปูคา    | 09    | 05.791 |
| 11. | Huai Sai       | ห้วยทราย  | 08    | 05.971 |
| 12. | Ton Pao        | ต้นเปา    | 10    | 14.694 |
| 13. | San Klang      | สันกลาง   | 07    | 07.469 |

Hinweis: Die Nummern 7-9,14 und 15 sind Tambon, die nun den Amphoe Mae On bilden.

### Lokalverwaltung
Es gibt eine Kommune mit „Stadt“-Status (Thesaban Mueang) im Landkreis:
- Ton Pao (Thai: เทศบาลเมืองต้นเปา) bestehend aus dem kompletten Tambon Ton Pao.

Es gibt sechs Kommunen mit „Kleinstadt“-Status (Thesaban Tambon) im Landkreis:
- Buak Khang (Thai: เทศบาลตำบลบวกค้าง) bestehend aus dem kompletten Tambon Buak Khang.
- On Tai (Thai: เทศบาลตำบลออนใต้) bestehend aus dem kompletten Tambon On Tai.
- Huai Sai (Thai: เทศบาลตำบลห้วยทราย) bestehend aus dem kompletten Tambon Huai Sai.
- San Klang (Thai: เทศบาลตำบลสันกลาง) bestehend aus dem kompletten Tambon San Klang.
- San Kamphaeng (Thai: เทศบาลตำบลสันกำแพง) bestehend aus dem kompletten Tambon Sai Mun und den Teilen der Tambon San Kamphaeng, Chae Chang.
- Mae Pu Kha (Thai: เทศบาลตำบลแม่ปูคา) bestehend aus dem kompletten Tambon Mae Pu Kha.

Außerdem gibt es drei „Tambon-Verwaltungsorganisationen“ (องค์การบริหารส่วนตำบล – Tambon Administrative Organizations, TAO)
- San Kamphaeng (Thai: องค์การบริหารส่วนตำบลสันกำแพง) bestehend aus Teilen des Tambon San Kamphaeng.
- Rong Wua Daeng (Thai: องค์การบริหารส่วนตำบลร้องวัวแดง) bestehend aus dem kompletten Tambon Rong Wua Daeng.
- Chae Chang (Thai: องค์การบริหารส่วนตำบลแช่ช้าง) bestehend aus Teilen des Tambon Chae Chang.